# Rio Bonito (vattendrag i Brasilien, Santa Catarina, lat -26,30, long -50,30)
Rio Bonito är ett vattendrag i Brasilien.   Det ligger i delstaten Santa Catarina, i den södra delen av landet, 1 200 km söder om huvudstaden Brasília.
I omgivningen kring Rio Bonito växer i huvudsak städsegrön lövskog. Området är  ganska glesbefolkat, med 27 invånare per kvadratkilometer.